# Новозаводська сільська рада
Новозаводська сільська рада (Ново-Заводська сільська рада) — колишня адміністративно-територіальна одиниця та орган місцевого самоврядування у Пулинському (Червоноармійському), Довбишському (Мархлевському, Щорському), Дзержинському, Новоград-Волинському, Житомирському районах і Житомирській міській раді Волинської округи, Київської й Житомирської областей Української РСР та України з адміністративним центром у с. Новий Завод.

## Населені пункти
Сільській раді були підпорядковані населені пункти:
- с. Новий Завод
- с. Гута-Юстинівка
- с. Тартачок
- с. Трудове
- с. Чехівці

## Населення
Кількість населення ради, станом на 1923 рік, становила 2 674 особи, кількість дворів — 473.
Кількість населення сільської ради, станом на 1924 рік, становила 2 719 осіб.
Станом на 1927 рік кількість населення сільської ради становила 3 025 осіб, з них 2 466 (82,5 %) — особи польської національності. Кількість селянських господарств — 620.
Кількість населення ради, станом на 1931 рік, становила 3 316 осіб.
Відповідно до результатів перепису населення СРСР, кількість населення ради, станом на 12 січня 1989 року, становила 1 288 осіб.
Станом на 5 грудня 2001 року, відповідно до перепису населення України, кількість мешканців сільської ради становила 1 130 осіб.

## Склад ради
Рада складалася з 15 депутатів та голови.

### Керівний склад сільської ради
| ПІБ                           | Основні відомості                                                               | Дата обрання | Дата звільнення |
| ----------------------------- | ------------------------------------------------------------------------------- | ------------ | --------------- |
| Кривульський Віктор Францович | Сільський голова, 1969 року народження, освіта, член Партії регіонів            | 26.03.2006   | 31.10.2010      |
| Кривульський Віктор Францович | Сільський голова, 1969 року народження, освіта середня спеціальна, безпартійний | 31.10.2010   |                 |

Примітка: таблиця складена за даними джерела

## Історія
Створена 1923 року в складі сіл Дермань, Новий Завод, Чехівці та колонії Дерманка Пулинської волості Житомирського повіту Волинської губернії. 1 вересня 1925 року до складу ради включено хутір Трушківське Будище (згодом — Будище, Трудове) Вилівської сільської ради Довбишського району, кол. Дерманка передано Тартачківській сільській раді Довбишського району. 3 лютого 1926 року підпорядковано с. Пічкури та х. Пічкурські Хатки Вилівської сільської ради, які, на 1 жовтня 1941 року, не перебували на обліку населених пунктів.
Станом на 1 вересня 1946 року сільська рада входила до складу Довбишського району Житомирської області, на обліку в раді перебували села Будище, Новий Завод, Чехівці та хутір Гани-Пропостище, с. Дермань не значилося на обліку населених пунктів.
11 серпня 1954 року, відповідно до указу Президії Верховної ради Української РСР «Про укрупнення сільських рад по Житомирській області», до складу ради включено села Гута-Юстинівка і Тартачок ліквідованих Гуто-Юстинівської і Тартачківської сільських рад Довбишського району. 29 червня 1960 року х. Гани-Пропостище знятий з обліку населених пунктів.
На 1 січня 1972 року сільська рада входила до складу Червоноармійського району Житомирської області, на обліку в раді перебували села Гута-Юстинівка, Новий Завод, Тартачок, Трудове та Чехівці.
Ліквідована у 2017 році через об'єднання до складу Мартинівської сільської територіальної громади Пулинського району Житомирської області.
Входила до складу Пулинського (Червоноармійського, 7.03.1923 р., 20.03.1959 р., 8.12.1966 р.), Довбишського (Мархлевського, Щорського, 1.09.1925 р., 14.05.1939 р.), Дзержинського (28.11.1957 р.), Новоград-Волинського (30.12.1962 р.), Житомирського (4.01.1965 р.) районів та Житомирської міської ради (17.10.1935 р.).